# Senegüé
Senegüé est un village de la province de Huesca, situé à environ trois kilomètres au nord de la ville de Sabiñánigo, sur la rive droite du Gállego, près de Sorripas. Il compte 105 habitants en 2016 (INE). Le village compte une église de style baroque, construite au XVIIe siècle et dédiée à Notre-Dame de l'Assomption, qui utilise les murs d'une église romane autrefois dédiée à saint Saturnin, un ermitage dit de la Vierge du Collado (de la Virgen del Collado en espagnol, d'a Birchen d'o Collado en aragonais) ainsi qu'un centre d'interprétation des glaciers, le seul d'Aragon.